# Dipartimento dell'Istria

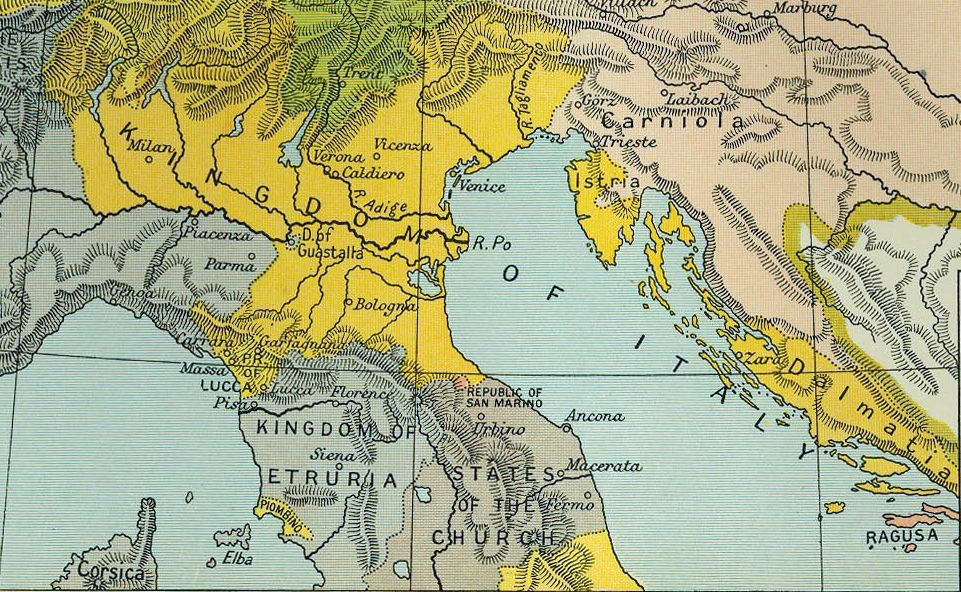
Il Regno d'Italia nel 1807, quando includeva anche l'Istria e la Dalmazia anteriormente veneziane.

Il dipartimento d'Istria fu, per alcuni anni, uno dei dipartimenti del Regno d'Italia. Esistette dal 1806 al 1809, quando fu unito alla città di Trieste per formare la  provincia di Trieste (in seguito  provincia d'Istria), una delle neocostituite Province Illiriche.
Esso aveva come capoluogo Capodistria e comprendeva i territori dell'ex  Istria Veneta, ceduti nel 1797 da Napoleone I all'Austria con il trattato di Campoformio, e in seguito da quest'ultima al Regno d'Italia in conseguenza della pace di Presburgo del 1805.

## Suddivisione amministrativa
Nel 1807 i territori del dipartimento furono organizzati come segue:

### Distretto I di  Capo d'Istria
- cantone I di  Capo d'Istria
- cantone II di  Pirano
- cantone III di  Pinguente
- cantone IV di  Parenzo

### Distretto II di Rovigno
- cantone I di  Rovigno
- cantone II di  Dignano
- cantone III di  Albona